# Năstăseni
Năstăseni – wieś w Rumunii, w okręgu Bacău, w gminie Parincea. W 2011 roku liczyła 117 mieszkańców.